# Never Really Over
"Never Really Over" (tạm dịch: "Không bao giờ thật sự kết thúc") là một bài hát được thu âm bởi nữ ca sĩ người Mỹ Katy Perry, được phát hành dưới dạng đĩa đơn độc lập vào ngày 31 tháng 5 năm 2019 bởi hãng đĩa Capitol Records. "Never Really Over" sau đó đã được thêm vào danh sách bài hát trong album phòng thu thứ sáu của cô, Smile (2020) ở vị trí đầu tiên. Được viết theo thể loại electropop, bài hát được lấy cảm hứng từ nhạc phẩm "Love You Like That" của ca sĩ người Na Uy Dagny, người đã được thêm vào phần ghi danh của bài hát. Video âm nhạc cũng được phát hành cùng ngày với đĩa đơn.
Sau khi phát hành, "Never Really Over" đã nhận về nhiều đánh giá tích cực từ các nhà phê bình âm nhạc, đa số họ đều tán thưởng "sự hồi sinh" được đề cập đến sau cú thất bại của album Witness hai năm trước và đề cao yếu tố truyền cảm hứng đến mọi người. Tại APRA Music Awards of 2020, "Never Really Over" đã nhận về một đề cử cho hạng mục Bài hát nhạc Pop được trình diễn nhiều nhất.
"Never Really Over" đã đạt được nhiều thành công tương đối về mặt thương mại, bài hát lọt vào top 10 ở Úc, Canada, Hungary và Mexico, top 20 tại Ireland, Hà Lan, New Zealand, Ba Lan và Vương quốc Liên hiệp Anh và Bắc Ireland. Tại Hoa Kỳ, bài hát ra mắt ở vị trí thứ 15, trở thành màn ra mắt lớn nhất của Perry từ sau đĩa đơn phát hành năm 2017 "Chained to the Rhythm."

## Quảng bá và phát hành
Vào ngày 27 tháng 5 năm 2019, Universal Music Group gợi ý về một dự án âm nhạc mới khi một số người hâm mộ được chọn mời tham dự "Sự kiện dành cho người hâm mộ Katy Perry" diễn ra hai ngày sau đó. Perry đã công bố tên bài hát và tiết lộ bìa đĩa đơn trên Instagram của cô vào ngày 28 tháng 5. Ảnh bìa cho thấy cô trở lại với mái tóc dài màu vàng và mặc một chiếc váy màu cam, thay đổi hoàn toàn với phong cách trước đó xuyên suốt trong kỷ nguyên Witness của Perry. Bài hát đã được đăng tải riêng tư lên Spotify ngay sau thông báo. Good Morning America đã giới thiệu bài hát và video âm nhạc vào ngày 30 tháng 5 năm 2019, trước một ngày bài hát được phát hành.
Ngày 29 tháng 11 năm 2019, cùng dịp Thứ Sáu Đen, phiên bản giới hạn đĩa than 12'' cao cấp đã được phát hành, với mặt B là đĩa đơn tiếp theo của Perry, "Small Talk".

## Sáng tác

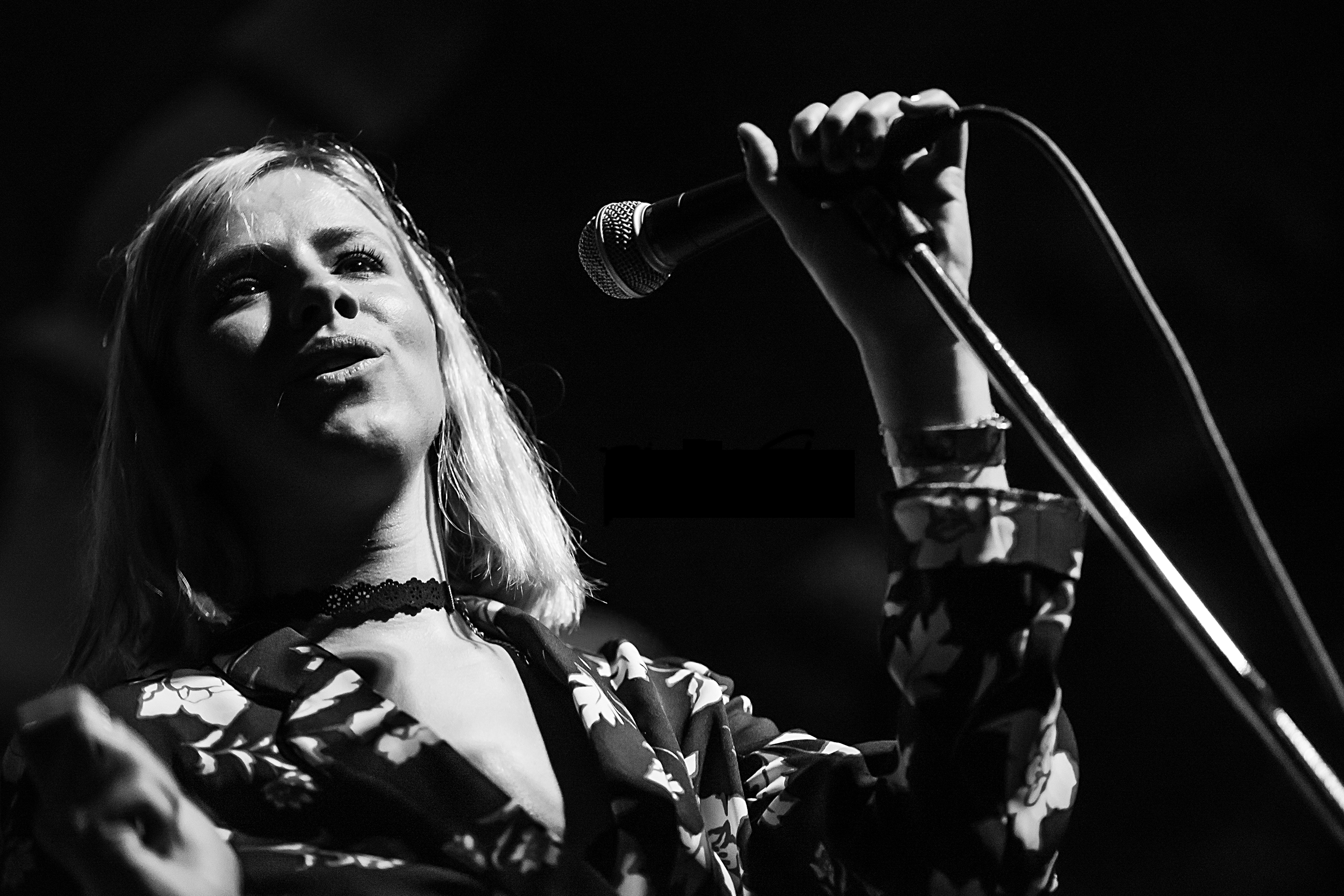
"Never Really Over" được lấy cảm hứng từ bài hát "Love You Like That" của ca sĩ Dagny (hình ảnh).

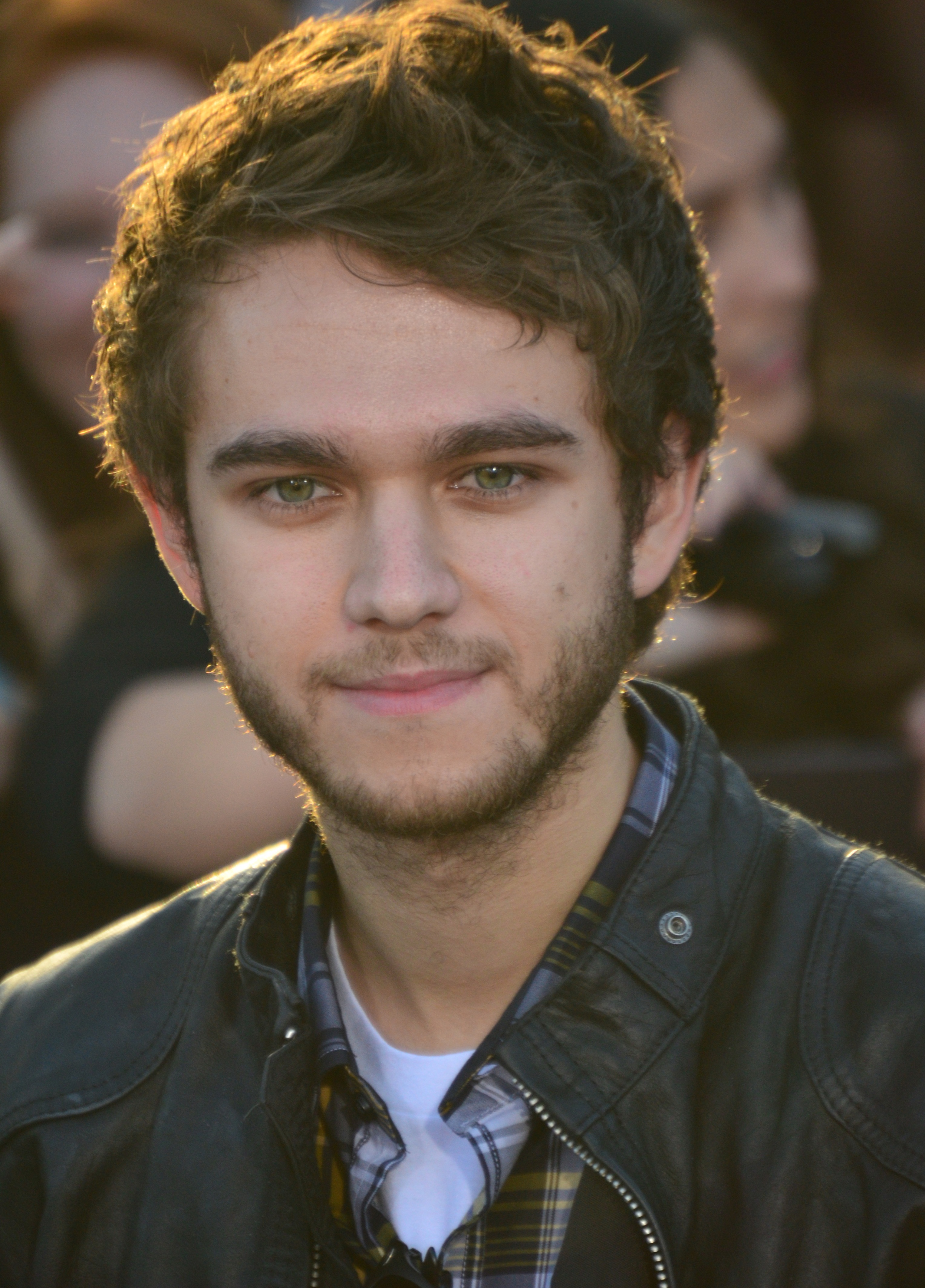
Zedd là nhà sản xuất chính của bài hát.

"Never Really Over" là một bản thu âm kết hợp giữa hai thể loại electropop và dance-pop, phối hợp với nhịp điệu bubblegum, house và nhạc cụ synthesizer, một phong cách thường thấy của cô. Perry đồng sáng tác bài hát với Gino Barletta, Hayley Warner, các thành viên Leah Haywood và Daniel James đến từ nhóm Dreamlab và nhà sản xuất Zedd, người mà cô đã hợp tác trước đây trong tác phẩm "365". Ca khúc được lấy cảm hứng từ bài hát "Love You Like That" của Dagny phát hành năm 2017, viết bởi Dagny, Michelle Buzz và Jason Gill, tất cả bọn họ đều được thêm vào phần ghi danh của "Never Really Over." Dù vậy nhưng thực tế Dagny vẫn chưng từng làm việc cùng với Katy Perry cho bản thu âm này. Vào đầu năm 2019, phía Katy Perry đã liên hệ với Dagny xin phép được sử dụng sample, bày tỏ họ được truyền cảm hứng và đã có một bản thu sampling phần nhạc đệm "Love You Like That." "Never Really Over" dài 3 phút 44 giây, viết ở cung La giáng trưởng và có nhịp độ 100 nhịp mỗi phút.

## Đánh giá chuyên môn
Pitchfork gọi bài hát là "chặng đường đầy hứa hẹn cho một kỷ nguyên mới" của Perry và đánh giá đây là đĩa đơn hay nhất của cô kể từ "Walking on Air" năm 2013, tạp chí này đã tán thưởng lời bài hát vì không còn "sến một cách kinh khủng (một điểm yếu thường thấy đối với các tác phẩm âm nhạc trước đó của Perry)." Mapes viết cho tạp chí đã ca ngợi đoạn "điệp khúc uốn lưỡi ấn tượng nhất cho đến nay." Chris Willman từ Variety cũng có quan điểm tương tự, viết rằng tiết tấu nhanh và sự lặp lại trong đoạn điệp khúc "bằng cách nào đó có tác dụng với lợi thế uốn lưỡi của bài hát". Gwen Ihant của The A.V. Club cho rằng bản nhạc này "đưa Perry trở lại thời hoàng kim của mình với đoạn hook gây nghiện."
Trên tờ The Independent, Roisin O'Connor đã đưa ra những lời nhận xét tích cực, cho rằng "Never Really Over" là "sự trở lại tuyệt vời" của Perry sau "một khoảng thời gian sự nghiệp bị chững lại", đưa cô trở về những ngày tháng thăng hoa, tươi sáng như trong kỷ nguyên Teenage Dream. Ilana Kaplan của Rolling Stone khen ngợi phong cách trở lại của công thức "thôi miên đã làm nên tên tuổi của Perry" và cảm thấy bài hát "đưa Perry trở lại nơi cô ấy thuộc về." Trong bài đánh giá của mình cho Clash, Robin Murray coi đây là một "viên ngọc nhạc pop."
Trái lại, Mikael Wood của Los Angeles Times lại đưa ra những ý kiến tiêu cực, so sánh lời bài hát "cố tình không chính xác" và giọng hát "được hoàn nguyên không cẩn thận" với "Me!" của Taylor Swift, ông kết luận rằng bất chấp đoạn điệp khúc quyến rũ của nó, "Perry có lẽ không được bảo vệ tốt hơn." Trên tờ The New York Times, Jon Caramanica mô tả bài hát như "Norwegianish Spotifycore" và "bubble-pop", một phong cách quen thuộc của Swift.
Viết cho iHeartRadio, Toby Knapp đã chứng tỏ "Never Really Over" là lựa chọn đúng đắn khi Perry quyết định quay trở lại thị trường âm nhạc, viết rằng "Bài hát này hiện đang rất cần thiết trên các đài phát thanh khi thiếu hụt những bài hát nhạc pop thuần tuý như thế này trong một thời gian dài." Hugh McIntyre của Forbes ca ngợi bài hát "đặc biệt trong bối cảnh âm nhạc ngày nay" và "có thể giúp Perry trở lại thời kỳ huy hoàng trước đây." Craig Jenkins của Vulture cũng cảm nhận "Never Really Over" là "sự trở lại tốt nhất của Katy Perry", đồng thời ông cũng ca ngợi giọng hát của Perry đã trở nên "tự tin, khoẻ khoắn và truyền cảm hứng hơn". Robin Murray từ Clash gọi bài hát là "sự trở lại táo bạo, đầy màu sắc."

## Diễn biến thương mại
"Never Really Over" mở màn tại vị trí thứ 15 trên bảng xếp hạng Billboard Hot 100 của Hoa Kỳ với 31.000 lượt tải xuống và 15,8 triệu lượt stream, mang về bài hát thứ 19 nằm trong top 20 của Perry ở quốc gia này. Đây cũng là màn ra mắt cao nhất của cô trên bảng xếp hạng kể từ "Chained to the Rhythm" năm 2017, cũng là màn ra mắt cao thứ năm của cô tại Mỹ. Vào ngày 7 tháng 8 năm 2019, bài hát đã được chứng nhận Vàng bởi Hiệp hội Công nghiệp Ghi âm Hoa Kỳ với lượng tiêu thụ vượt 500.000 đơn vị.
Tại Vương quốc Liên hiệp Anh và Bắc Ireland, bài hát mở đầu ở vị trí thứ 13 trên UK Singles Chart, trở thành bài hát lọt vào top 20 thứ 19 của Perry ở đây. Sang tuần tiếp theo, bài hát đã tăng một hạng, đạt đỉnh tại vị trí thứ 12. Ở những nơi khác, "Never Really Over" ra mắt ở vị trí 47 tại Đức, vị trí thứ 7 trên ARIA Charts của Úc và ở vị trí thứ 19 tại New Zealand.

## Video âm nhạc

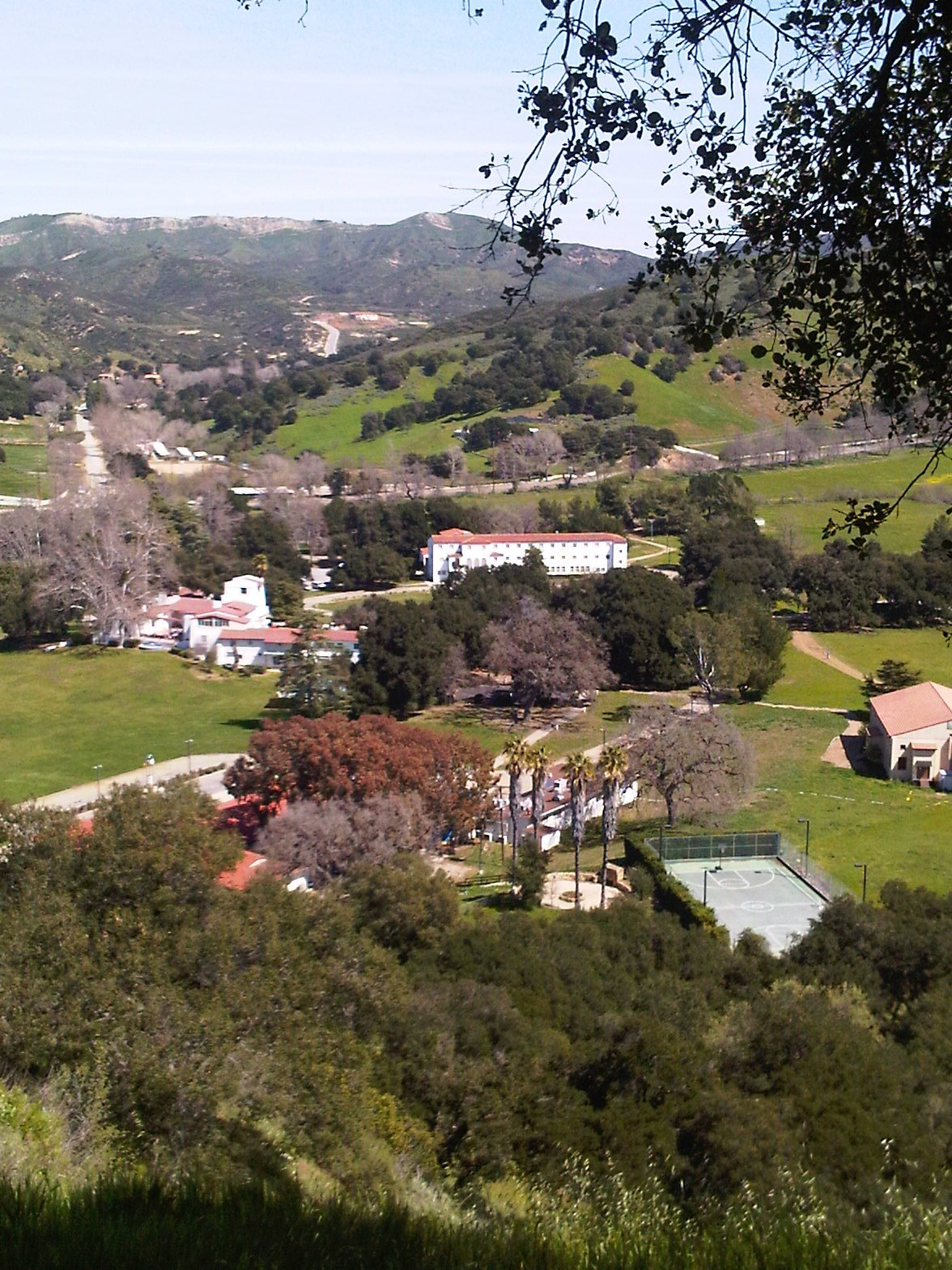
Video âm nhạc "Never Really Over" được quay tại King Gillette Ranch ở Malibu, California.

Video âm nhạc của bài hát do Philippa Price đạo diễn đã được phát hành cùng với đĩa đơn vào ngày 31 tháng 5 năm 2019. Vào ngày 29 tháng 5 năm 2019, Perry đã chia sẻ một đoạn teaser lên các nền tảng mạng xã hội với chú thích "Let it go..." Sau 24 giờ phát hành, bài hát đã thu về hơn 17,7 triệu lượt xem trên YouTube, nó cũng đạt vị trí thứ nhất trên YouTube Trending toàn thế giới và là video được xem nhiều nhất vào ngày 31 tháng 5. Hiện "Never Really Over" đã đạt hơn 130 triệu lượt xem. Tổng thể video được quay tại King Gillette Ranch ở Malibu, California.

### Đánh giá chuyên môn
Sal Cinquemani của Slant Magazine ca ngợi phong cách và kỹ xảo điện ảnh của video âm nhạc. Ông ví video như "một bài viết miêu tả vui tươi và giàu trí tưởng tượng về câu thần chú say mê của tình yêu, là khoảng thời gian để đắm say vào tình yêu này."
Video đã được chú ý vì liên quan đến văn hoá thời đại hippie và những nét tương đồng nghệ thuật với biểu tượng New Age. Suzy Byrne của Yahoo! tán dương về chủ đề tâm linh của video và mệnh danh Perry là "nữ thần New Age". Cô ca ngợi khái niệm này và khen ngợi rằng đây là một "video được biên đạo tốt".

### Video trực quan
Vào ngày 26 tháng 8 năm 2020, trước thời điểm phát hành album Smile, Perry đã đăng tải lên YouTube và Facebook một phiên bản video trực quan về bài hát, có tựa đề "Never Really Over (The Smile Video Series)." Nội dung video là góc nhìn của một nhân vật hoạt hình sống một ngày tại nhà trong thời điểm giãn cách xã hội vì đại dịch COVID-19. Phát biểu với báo chí, Perry nói rằng video dựa trên "trải nghiệm tuyệt vời của cô trong những ngày cách ly."

## Biểu diễn trực tiếp
Vào ngày 15 tháng 7 năm 2019, Perry đã đăng tải buổi biểu diễn trực tiếp đầu tiên của bài hát trong phòng tắm cùng với ban nhạc riêng của cô lên tài khoản Instagram chính thức. Vào ngày 20 tháng 8 năm 2019, cô đã hát tại buổi hoà nhạc Post-Prime Day của Amazon tại Seattle, Washington. Vào ngày 16 tháng 11 năm 2019, Perry biểu diễn bài hát tại OnePlus Music Festival ở Mumbai, Ấn Độ. "Never Really Over" là một phần trong danh sách trình diễn của Perry trong phần biểu diễn của cô ở Jingle Ball Tour 2019. Vào ngày 13 tháng 12 năm 2019, Perry đã biểu diễn bài hát trong một đêm hoà nhạc ở Dubai, Các Tiểu Vương quốc Ả Rập thống nhất. Hai ngày sau, cô tiếp tục hát trong đêm hoà nhạc khác ở Doha, Qatar.
Cùng với bài hát "Daisies", cô đã giới thiệu và biểu diễn bài hát trên truyền hình trong chương trình Good Morning America ngày 22 tháng 5 năm 2020, nhằm quảng bá cho album Smile. Perry biểu diễn "Never Really Over" trong phần trình diễn của mình cùng "Roar" và "Not the End of the World" trong T Mall Double 11 Gala vào tháng 11 năm 2020.

## Danh sách bài hát
- Tải xuống kỹ thuật số [45]

1. "Never Really Over" – 3:44

- R3hab phối lại[46]

1. "Never Really Over" (R3hab Remix)" – 3:07

- Syn Cole phối lại[47]

1. "Never Really Over" (Syn Cole Remix) – 3:08

- Wow & Flutter phối lại[48]

1. "Never Really Over" (Wow & Flutter Remix) – 6:11

- Đĩa than 12"[8]

1. "Never Really Over" – 3:44
2. "Small Talk" – 2:41

## Ghi danh
Phần ghi danh được trích từ Tidal.
- Katy Perry – hát chính
- Zedd – sản xuất, lập trình beat, phối khí
- Gino Barletta – hát nền
- Hayley Warner – hát nền
- Leah Haywood – hát nền, sản xuất, lập trình beat
- Dave Kutch – master
- Daniel James – sản xuất, lập trình beat
- Ryan Shanahan – kỹ sư âm thanh, phối khí bổ sung
- Brian Cruz – trợ lý kỹ sư thu âm

## Bảng xếp hạng
| Bảng xếp hạng (2019)                      | Vị trí cao nhất |
| ----------------------------------------- | --------------- |
| Argentina (Argentina Hot 100)             | 76              |
| Úc (ARIA)                                 | 7               |
| Áo (Ö3 Austria Top 40)                    | 29              |
| Bỉ (Ultratop 50 Flanders)                 | 22              |
| Bỉ (Ultratop 50 Wallonia)                 | 16              |
| Canada (Canadian Hot 100)                 | 7               |
| Canada AC (Billboard)                     | 3               |
| Canada Hot AC (Billboard)                 | 8               |
| Canada CHR/Top 40 (Billboard)             | 8               |
| China Airplay/FL (Billboard)              | 3               |
| CIS (Tophit)                              | 137             |
| Croatia (HRT)                             | 5               |
| Cộng hòa Séc (Rádio Top 100)              | 12              |
| Cộng hòa Séc (Singles Digitál Top 100)    | 22              |
| Đan Mạch (Tracklisten)                    | 36              |
| Ecuador (National-Report)                 | 60              |
| Estonia (Eesti Tipp-40)                   | 18              |
| Châu Âu Digital Song Sales (Billboard)    | 5               |
| Finland (Suomen virallinen radiolista)    | 35              |
| Pháp (SNEP)                               | 102             |
| Đức (GfK)                                 | 47              |
| Greece (IFPI)                             | 8               |
| Hungary (Rádiós Top 40)                   | 9               |
| Hungary (Single Top 40)                   | 8               |
| Hungary (Stream Top 40)                   | 16              |
| Ireland (IRMA)                            | 11              |
| Ý (FIMI)                                  | 32              |
| Nhật Bản (Japan Hot 100)                  | 32              |
| Latvia (LAIPA)                            | 11              |
| Lithuania (AGATA)                         | 11              |
| Lebanon (Lebanese Top 20)                 | 7               |
| Malaysia (RIM)                            | 8               |
| Mexico (Mexico Airplay)                   | 4               |
| Hà Lan (Dutch Top 40)                     | 17              |
| Hà Lan (Single Top 100)                   | 32              |
| New Zealand (Recorded Music NZ)           | 14              |
| Na Uy (VG-lista)                          | 24              |
| Panama (Monitor Latino)                   | 15              |
| Philippines (Philippine Hot 100)          | 10              |
| Ba Lan (Polish Airplay Top 100)           | 19              |
| Bồ Đào Nha (AFP)                          | 47              |
| Romania (Airplay 100)                     | 93              |
| Singapore (RIAS)                          | 12              |
| Slovakia (Rádio Top 100)                  | 17              |
| Slovakia (Singles Digitál Top 100)        | 13              |
| Slovenia (SloTop50)                       | 22              |
| Tây Ban Nha (PROMUSICAE)                  | 67              |
| Thụy Điển (Sverigetopplistan)             | 44              |
| Thụy Sĩ (Schweizer Hitparade)             | 21              |
| Anh Quốc (OCC)                            | 12              |
| UK Singles (Scotland) (OCC)               | 4               |
| Hoa Kỳ Billboard Hot 100                  | 15              |
| Hoa Kỳ Adult Contemporary (Billboard)     | 18              |
| Hoa Kỳ Adult Pop Airplay (Billboard)      | 10              |
| Hoa Kỳ Dance/Mix Show Airplay (Billboard) | 15              |
| Hoa Kỳ Dance Club Songs (Billboard)       | 1               |
| Hoa Kỳ Pop Airplay (Billboard)            | 11              |

| Bảng xếp hạng (2019)             | Vị trí |
| -------------------------------- | ------ |
| Australia (ARIA)                 | 78     |
| Belgium (Ultratop Flanders)      | 66     |
| Belgium (Ultratop Wallonia)      | 99     |
| Canada (Canadian Hot 100)        | 64     |
| Hungary (Rádiós Top 40)          | 99     |
| Panama (Monitor Latino)          | 98     |
| Portugal (AFP)                   | 246    |
| US Adult Top 40 (Billboard)      | 29     |
| US Dance Club Songs (Billboard)  | 35     |
| US Mainstream Top 40 (Billboard) | 46     |

## Chứng nhận
| Quốc gia                                                    | Chứng nhận  | Số đơn vị/doanh số chứng nhận |
| ----------------------------------------------------------- | ----------- | ----------------------------- |
| Úc (ARIA)                                                   | 4× Bạch kim | 280.000‡                      |
| Áo (IFPI Áo)                                                | Vàng        | 15.000‡                       |
| Brasil (Pro-Música Brasil)                                  | Kim cương   | 160.000‡                      |
| Canada (Music Canada)                                       | 3× Bạch kim | 240.000‡                      |
| Đan Mạch (IFPI Đan Mạch)                                    | Vàng        | 45.000‡                       |
| Ý (FIMI)                                                    | Vàng        | 25.000‡                       |
| México (AMPROFON)                                           | Vàng        | 30.000‡                       |
| Na Uy (IFPI)                                                | Bạch kim    | 60.000‡                       |
| Ba Lan (ZPAV)                                               | Bạch kim    | 20.000‡                       |
| Bồ Đào Nha (AFP)                                            | Bạch kim    | 10.000‡                       |
| Tây Ban Nha (PROMUSICAE)                                    | Vàng        | 30.000‡                       |
| Anh Quốc (BPI)                                              | Bạch kim    | 600.000‡                      |
| Hoa Kỳ (RIAA)                                               | Bạch kim    | 1.000.000‡                    |
| ‡ Chứng nhận dựa theo doanh số tiêu thụ và phát trực tuyến. |             |                               |

## Lịch sử phát hành
| Quốc gia                                | Ngày             | Định dạng                       | Phiên bản              | Hãng đĩa  | Ng.     |
| --------------------------------------- | ---------------- | ------------------------------- | ---------------------- | --------- | ------- |
| Đa lãnh thổ                             | 31 tháng 5, 2019 | Tải kỹ thuật số phát trực tuyến | Gốc                    | Capitol   | [ 130 ] |
| Úc                                      | 31 tháng 5, 2019 | Contemporary hit radio          | Gốc                    | Capitol   | [ 131 ] |
| Ý                                       | 31 tháng 5, 2019 | Contemporary hit radio          | Gốc                    | Universal | [ 132 ] |
| Vương quốc Liên hiệp Anh và Bắc Ireland | 31 tháng 5, 2019 | Contemporary hit radio          | Gốc                    | Universal | [ 133 ] |
| Hà Lan                                  | 2 tháng 6, 2019  | Contemporary hit radio          | Gốc                    | Capitol   | [ 134 ] |
| Hoa Kỳ                                  | 3 tháng 6, 2019  | Adult contemporary              | Gốc                    | Capitol   | [ 135 ] |
| Hoa Kỳ                                  | 4 tháng 6, 2019  | Contemporary hit radio          | Gốc                    | Capitol   | [ 136 ] |
| Vương quốc Liên hiệp Anh và Bắc Ireland | 8 tháng 6, 2019  | Adult contemporary              | Gốc                    | Universal | [ 137 ] |
| Đa lãnh thổ                             | 26 tháng 7, 2019 | Tải kỹ thuật số phát trực tuyến | R3hab phối lại         | Capitol   | [ 46 ]  |
| Đa lãnh thổ                             | 26 tháng 7, 2019 | Tải kỹ thuật số phát trực tuyến | Syn Cole phối lại      | Capitol   | [ 47 ]  |
| Đa lãnh thổ                             | 26 tháng 7, 2019 | Tải kỹ thuật số phát trực tuyến | Wow & Flutter phối lại | Capitol   | [ 48 ]  |
| Hoa Kỳ / châu Âu                        | 29 tháng 8, 2019 | Đĩa than 12"                    | Gốc                    | Capitol   | [ 8 ]   |